# Yakup
Yakup ist ein türkischer männlicher Vorname.
Es handelt sich dabei um die türkische Variante des Namens Jakob.

## Namensträger
- Yakup Bugun (* 1987), türkischer Fußballspieler
- Yakup Kadri Karaosmanoğlu (1889–1974), türkischer Journalist, Politiker und Schriftsteller
- Yakup Kılıç (* 1986), türkischer Boxer
- Yakup Ramazan Zorlu (* 1991), türkischer Fußballspieler